# Esperanza Parada Pedrosa
Esperanza Parada Pedrosa (San Lorenzo de El Escorial, 18 de febrero de 1928-Madrid, 31 de enero de 2011), fue una pintora española perteneciente al grupo de los realistas de Madrid.

## Biografía y trayectoria profesional
Esperanza Parada Pedrosa comenzó su carrera pictórica en la Academia Peña de Madrid donde fue una alumna destacada. Allí se preparaba para ingresar en la Escuela de Bellas Artes de Madrid, si bien ella nunca llegó a ingresar en dicha institución.
En la década de los cuarenta, completó su práctica del dibujo del natural en el Círculo de Bellas Artes de Madrid donde conoció y trabó amistad con quienes serían años más tarde los artistas de la generación de los años cincuenta: Lucio Muñoz, Amalia Avia, Antonio López, María Moreno, Isabel Quintanilla, Francisco López y Julio López Hernández, Carmen Laffón, Esperanza Nuere y otros que coincidieron como compañeros en la Escuela de Bellas Artes de San Fernando de Madrid. 
En 1962 contrajo matrimonio con su compañero de estudios, el escultor Julio López Hernández, con quien tuvo dos hijas, Marcela y Esperanza López Parada.

### Años 50
En 1954 Parada, junto con las también alumnas, Gloria Alcahud, Coro Solís, Amalia Avia, decidieron abandonar la Academia Peña para trasladarse a un estudio propio que compartieron durante años.
En 1956 Parada obtiene una beca del Ministerio de Cultura para estudiar en Italia, viaje que realizó acompañada su amiga, y también pintora, Amalia Avia.
Su primera exposición individual tuvo lugar en 1957, en la Sala Macarrón de Madrid, única galería privada que exponía a los artistas de su tiempo.

### Años 60
Durante esta década realizó medallas y relieves de pequeño formato que expuso tanto en España como en el extranjero y, por encargo de la Fábrica Nacional de Moneda, la serie de pintura Pueblos de España. En 1964, después de trabajar en la Galería Biosca, pasó a formar parte del equipo de la Galería Juana Mordó, una de las primeras salas de arte abiertas en Madrid con una línea expositiva de concepto europeo y calado internacional. Este trabajo le dio la oportunidad de ampliar su formación al entrar en contacto con los diversos artistas que allí expusieron: desde el grupo El Paso, los artistas Geométricos, el Informalismo, la Abstracción y también los pintores y escultores figurativos y realistas.
El trabajo, la vida familiar y la necesidad de recursos económicos llevaron a Parada a trabajar como secretaria de la galerista Juana Mordó y priorizar la carrera artística de su marido, Julio López Hernández, por encima de la suya propia. De esta manera, su actividad pictórica quedó prácticamente abandonada, hasta que en 1992, ya más liberada de las ocupaciones familiares, la exposición Otra realidad. Compañeros en Madrid, rescató su obra del olvido y la estimuló para retomar su carrera artística.

### Años 90
Retomó la pintura y participó en diversas muestras colectivas, siempre vinculadas al grupo de los realistas madrileños. Así en 1992 participó en la muestra Otra Realidad. Compañeros en Madrid, comisariada por Álvaro Martínez Novillo, María José Salazar y Javier Tusell y organizada por la Fundación Humanismo y Democracia y Caja Madrid. Esta exposición también fue presentada por la Fundación Marcelino Botín en Santander y, en Zaragoza, en el Centro de Exposiciones y Congresos de Zaragoza gracias al banco Ibercaja.

### Años 2000
En estos años, el grupo inicial de la Escuela de Bellas Artes se consolidó formando un conjunto homogéneo dentro del realismo formal y sus componentes constituyeron, lo que se dio en llamar, el movimiento Realista de Madrid. Parada incrementó su producción y participó con dicho grupo en las exposiciones que se llevaron a cabo en esta década.
En 2002  se organizaron las muestras Nocturnos, en la galería Leandro Navarro de Madrid y  Luz de la Mirada, en el Museo de Arte Contemporáneo Esteban Vicente de Segovia.
En 2016 sus obras estuvieron en el Museo Thyssen de Madrid en la relevante muestra dedicada al grupo de pintores y escultores realistas que han vivido y trabajado en Madrid con el título Realistas de Madrid.
En julio de 2017 el Museo Ramón Gaya de Murcia ofreció una muestra en la que se reunieron, por primera vez, un gran número de sus obras, incluidas las medallas y pequeños relieves que también modeló en su faceta como medallista. En 2017 la exposición Realistas se expuso en el Museo Patio Herreriano de Valladolid.
En el año 2018, con motivo de la celebración de los 800 años de la Universidad de Salamanca, sus obras integraron la exposición colectiva Seducidos por la realidad  que presentó el DA2 Domus Artium 2002 de Salamanca.

## Estilo pictórico
Esperanza Parada Pedrosa, aunque vinculada con el círculo cultural y creativo de las y los artistas del grupo de realistas de Madrid, tuvo un desarrollo muy personal. Así, Parada exploró a lo largo de su carrera, no solo el realismo, sino otros planteamientos estéticos de vanguardias como el cubismo, el impresionismo o la  Escuela de París. Fruto de este interés, en su obra se aprecia una evolución hacia el uso de planos intercalados y colores sobrios.

## Contexto social
La investigadora María Rosón, en su obra Género, menoria y cultura visual en el primer franquismo utiliza la figura de Esperanza Parada Pedrosa como ejemplo de las mujeres artistas que durante y después del franquismo fueron invisibilizadas y carecieron de espacio y oportunidades para desarrollar su genio y una carrera profesional. Rosón habla de Parada como “representante de otras artistas aún desconocidas, que se pueden considerar ‘fantasmas’ de la historia artística española”.